# Nykroppa
Nykroppa – miejscowość (tätort) w Szwecji, w regionie administracyjnym (län) Värmland, w gminie Filipstad.
Według danych Szwedzkiego Urzędu Statystycznego liczba ludności wyniosła: 788 (31 grudnia 2015), 775 (31 grudnia 2018) i 772 (31 grudnia 2019).